# Павловићи (Добретићи)
Павловићи је насељено место у Босни и Херцеговини у општини Добретићи. Административно припада Федерацији Босне и Херцеговине, односно њеном Средњобосанском кантону. Према попису становништва из 2013. у насељу је било 95 становника, а већинску популацију у насељу чинили су Хрвати.
До 1992. село се налазило у саставу некадашње општине Скендер Вакуф чији највећи део је ушао у састав Републике Српске где је организован као општина Кнежево.

## Становништво
По последњем службеном попису становништва из 2013. године у насељу Павловићи живело је 95 становника, а село је било етнички хомогено са већинском хрватском популацијом.
| Националност | 2013. | 1991.        | 1981.        | 1971.        |
| Хрвати       | —     | 140 (99,29%) | 128 (100,0%) | 113 (100,0%) |
| Срби         | —     | 0            | 0            | 0            |
| Бошњаци      | —     | 0            | 0            | 0            |
| остали       | —     | 1 (0,80%)    | 0            | 0            |
| Укупно       | 95    | 141          | 128          | 113          |